# Abrunheira, Verride e Vila Nova da Barca
Abrunheira, Verride e Vila Nova da Barca (oficialmente: União das Freguesias de Abrunheira, Verride e Vila Nova da Barca) é uma freguesia portuguesa do município de Montemor-o-Velho, com 29,5 km² de área e 1345 habitantes (censo de 2021). A sua densidade populacional é 45,6 hab./km².

## História
Foi criada aquando da reorganização administrativa de 2013, resultando da agregação das antigas freguesias de Abrunheira, Verride e Vila Nova da Barca.
Canonicamente, o território da "união de freguesias" abrange quatro paróquias: 
Abrunheira, com invocação de Nossa Senhora da Graça; Reveles, com invocação de Nossa Senhora do Ó; Verride, com invocação de Nossa Senhora da Conceição,  e Vila Nova da Barca, com invocação de Nossa Senhora da Conceição.

## Demografia
A população registada nos censos foi:
| Distribuição da População por Grupos Etários | Distribuição da População por Grupos Etários | Distribuição da População por Grupos Etários | Distribuição da População por Grupos Etários | Distribuição da População por Grupos Etários | Distribuição da População por Grupos Etários |
| -------------------------------------------- | -------------------------------------------- | -------------------------------------------- | -------------------------------------------- | -------------------------------------------- | -------------------------------------------- |
| Antes da agregação                           |                                              |                                              |                                              |                                              |                                              |
| Ano                                          | 0-14 anos                                    | 15-24 anos                                   | 25-64 anos                                   | >= 65 anos                                   | Total                                        |
| 2001                                         | 197                                          | 231                                          | 891                                          | 480                                          | 1799                                         |
| 2011                                         | 145                                          | 127                                          | 776                                          | 467                                          | 1515                                         |
| Após a agregação                             |                                              |                                              |                                              |                                              |                                              |
| Ano                                          | 0-14 anos                                    | 15-24 anos                                   | 25-64 anos                                   | >= 65 anos                                   | Total                                        |
| 2021                                         | 100                                          | 105                                          | 627                                          | 513                                          | 1345                                         |